# Trattato ottomano-veneziano (1419)
Il Trattato di pace ottomano-veneziano del 1419 fu firmato tra l'Impero ottomano e la Repubblica di Venezia, ponendo fine a un breve conflitto tra le due potenze e confermando i possedimenti veneziani nel Mar Egeo e nei Balcani e stabilendo reciprocamente le regole del commercio marittimo.

## Antefatti
Dopo la vittoria del principe ottomano Mehmet I nella guerra civile dell'Interregno ottomano nel 1413, la Repubblica di Venezia, in qualità di principale potenza marittima e commerciale dell'area, cercò di rinnovare i trattati che aveva concluso con i predecessori di Mehmed. Il suo bailo nella capitale bizantina, Costantinopoli, Francesco Foscarini, fu incaricato di procedere in tal senso alla corte del Sultano. Tuttavia, Foscarini fallì,  poiché Mehmet sostenne una campagna in Anatolia, e gli inviati veneziani erano tradizionalmente istruiti a non allontanarsi troppo dalla riva (e dalla portata della Repubblica); Foscarini non aveva ancora incontrato il Sultano nel luglio 1415, quando il dispiacere di Mehmet per questo ritardo fu comunicato alle autorità veneziane. Nel frattempo, aumentarono le tensioni tra le due potenze poiché gli ottomani si mossero per ristabilire una considerevole marina e lanciarono diverse incursioni che sfidarono l'egemonia navale veneziana nel Mar Egeo.
All'inizio del 1416, la flotta ottomana al comando di Chali Bey attaccò le isole del Ducato dell'Arcipelago, vassallo della Repubblica di Venezia. Gli Ottomani cercarono quindi di intercettare i convogli commerciali veneziani dal Mar Nero, e attaccarono la colonia veneziana di Negroponte, portando via, come prigionieri, 1.500 abitanti. In risposta alle incursioni ottomane, nell'aprile 1416 la Signoria nominò capitano generale Pietro Loredan, incaricandolo di attrezzare una flotta e di salpare per Gallipoli con gli inviati al Sultano. Se gli ottomani si fossero rifiutati di negoziare, Loredan sarebbe stato autorizzato a combattere. Alla fine, la flotta di Loredan fu attaccata dagli Ottomani al largo di Gallipoli, ma egli ottenne una schiacciante vittoria il 29 maggio 1416. In seguito allo scontro navale di Gallipoli, tra il 24 e il 26 luglio 1416, l'ambasciatore veneziano Dolfino Venier riuscì a raggiungere un primo accordo con il Sultano, compreso il reciproco ritorno dei prigionieri. Tuttavia, quest'ultima condizione superò le istruzioni originarie di Venier e fu mal accolta a Venezia, poiché i prigionieri navali ottomani risultavano preziosi come potenziali schiavi di galea e il loro rilascio sarebbe servito solo a rafforzare ancora una volta la flotta ottomana. Di conseguenza, al suo ritorno a Venezia il 31 ottobre, Venier si trovò sotto processo, ma alla fine fu assolto.
Il 24 febbraio 1417, un inviato del Sultano, un gran barone di nome "Chamitzi" (probabilmente Hamza) arrivò a Venezia, e chiese il rilascio dei prigionieri ottomani, soprattutto perché il Sultano aveva già liberato 200 prigionieri catturati a Negroponte. A ciò i veneziani, che consideravano nullo l'accordo negoziato da Venier, obiettarono che solo gli anziani e gli infermi erano stati liberati, mentre i restanti erano stati venduti come schiavi e pertanto non si poteva fare un paragone tra le persone catturate durante un'incursione con i prigionieri fatti "in una guerra giusta". Nel maggio 1417, i veneziani ordinarono al loro bailo di Costantinopoli, Giovanni Diedo, di cercare un accordo di pace con il Sultano, ma durante i due anni successivi Diedo non fu in grado di ottenere nulla, in parte a causa delle restrizioni imposte ai suoi movimenti (non gli permesso di procedere per più di quattro giorni di marcia nell'entroterra dalla riva) e in parte a causa della stessa posizione del Sultano, ritenuta negativa in merito alle proposte di Venezia, che rifiutava espressamente uno scambio di prigionieri.
Nel luglio 1419 fu nominato un nuovo bailo, Bertuccio Diedo, a cui fu concesso di spostarsi fino a otto giorni di marcia dalla riva per incontrare il Sultano. Diedo concluse un trattato con il Sultano il 6 novembre e una copia arrivò a Venezia il 5 dicembre.

## Termini
L'imperatore bizantino Manuele II Paleologo si offrì volontario come mediatore. Le due Parti concordarono quanto segue:
1. Furono scambiati i prigionieri di guerra di entrambe le parti (quelli catturati a Negroponte dagli Ottomani e a Gallipoli dai Veneziani).[10]
2. Il Ducato dell'Arcipelago venne riconosciuto come parte indipendente.[10]
3. Furono affermati i diritti di entrambe le parti di commerciare nei rispettivi territori.[10]
4. Il Sultano riconobbe, per nome, il controllo veneziano su 38 fortezze, isole e località dell'Egeo e delle coste dei Balcani.[10]
5. Venezia promise di pagare un tributo annuale di 100 ducati al Sultano per il controllo di Lepanto e di 200 ducati per Alessio, Drivasto e Scutari.[11]

## Risvolti
Solo quattro anni dopo, Venezia si ritrovò di nuovo in conflitto con gli Ottomani, quando prese il controllo di Salonicco dal suo sovrano bizantino. Per i successivi sette anni, Venezia cercò di difendere la città e di ottenere il riconoscimento diplomatico del suo possesso, seppure ivano, da parte del nuovo Sultano, Murad II. Alla fine, nel marzo 1430, la città fu presa d'assalto dagli Ottomani e nel settembre 1430 fu concluso un nuovo trattato di pace.